# Kínai gazella
A kínai gazella (Procapra przewalskii) az emlősök (Mammalia) osztályának párosujjú patások (Artiodactyla) rendjébe, ezen belül a tülkösszarvúak (Bovidae) családjába és az antilopformák (Antilopinae) alcsaládjába tartozó faj.
Sokáig a tibeti gazella (Procapra picticaudata) alfajának tartották, de a genetikai vizsgálatok bebizonyították, hogy külön fajról van szó, amely az emlősnem harmadik fajával, a mongol gazellával (Procapra gutturosa) áll közelebbi rokonságban. Tudományos neve Nyikolaj Mihajlovics Przsevalszkij orosz Ázsia-kutatónak, a faj első nyugati begyűjtőjének állít emléket.

## Előfordulása
Nyugat-kínai elterjedésű faj, eredetileg a Csinghaj-tótól (mongol nevén Koko Nor) Kanszun át Ninghsziáig és a belső-mongóliai Ordoszig húzódó övezetben fordult elő. Mára élőhelye hat elszigetelt szubpopulációra olvadt a Csinghaj-tó környékén (nyugaton a Madár-sziget, keleten Shadao-Gahai és Hudong-Ketu, délkeleten Yuanzhe, a déli hegyek túlsó oldalán Gonghe, illetve a tótól mintegy 120 kilométerre északnyugatra, Tianjuntól nyugatra. A megmaradt gazellák élőhelye a 3000-5000 méteres tengerszint feletti magasságon fekszik, sztyeppés fennsíkokon és nyílt völgyekben, beleértve a töredezett és hullámzó dűnéket.

## Alfajai
- †Procapra przewalskii diversicornis
- Procapra przewalskii przewalskii

## Természetvédelmi helyzete
Az elmúlt évek becslései alapján 4-800 kínai gazella él még a világon. Alapvetően az emberi jelenlét és a mezőgazdaság kiterjedése, illetve élőhelyének fokozódó elkerítése és felaprózása szorította vissza a fajt, de a sivatagosodás is komoly kihívást jelent a számára. A gazellák élőhelyének felaprózódása megnehezíti a szubpopulációk érintkezését és fokozza a ragadozók (elsősorban szürke farkasok) okozta károk veszélyét. A kínai állam felismerte a faj megőrzésének jelentőségét, ezért a törvénykezésben első kategóriába sorolja a védett fajok között. Az illegális vadászatot is sikerült visszaszorítani az ún. erdei rendőrségek megszaporításával. A helyszíni megőrzést segíti, hogy az egyik gazellacsapat által benépesített Madár-sziget nemzeti rezervátumnak minősül.